# Безперервна доставка
Безперервна доставка (англ. Continuous delivery (CD)) — підхід у програмній інженерії, суть якого полягає в тому, що команди розроблюють програмне забезпечення протягом коротких періодів часу, забезпечуючи надійний випуск версії у будь-який час. Його метою є створення, тестування та випуск програмного забезпечення швидше та частіше. Підхід допомагає зменшити вартість, час та ризик доставки змін, дозволяючи додаткові поповнення додатків у виробництві. Простий та повторюваний процес розгортання має важливе значення для безперервної доставки.

## Порівняння з DevOps
Безперервна доставка і DevOps схожі за своїм значенням (і часто поєднуються), але вони являють собою дві різні концепції: DevOps застосовується в більш широких аспектах.
Безперервна доставка — це підхід до автоматизації доставки програмного забезпечення, який фокусується на:
1. Об'єднання різних процесів;
2. Виконання їх швидше та частіше.

Вони мають загальні кінцеві цілі і часто використовуються разом для їх досягнення. DevOps і безперервна доставка використовують гнучкі методи: невеликі і швидкі зміни з цілеспрямованим результатом для кінцевого клієнта.

## Інструменти
Безперервна доставка здійснює автоматизацію від системи керування версіями до використання реальними користувачами на виробничих пристроях. Існує достатньо інструментів, які допомагають виконати всю або частину роботи. Типу інструментів включають: неперервну інтеграцію, автоматизацію випуску застосунку, автоматизацію складання.